# Grupo de Forcados Amadores de Redondo
O Grupo de Forcados Amadores de Redondo é um grupo de forcados sedeado na vila de Redondo, no Alto Alentejo. O Grupo foi fundado a 7 de Outubro de 2000.

## História
O Grupo teve origem num conjunto de amigos naturais de Redondo, muitos já forcados de outros Grupos da região, Portalegre, São Manços ou Arronches. 
A estreia do Grupo decorreu numa corrida realizada a 7 de Outubro de 2000 na antiga Praça de Toiros Simão da Veiga Jr., na vila de Redondo.

## Cabos
1. Fernando Silva (2000–2005)
2. Fernando Casimiro (2005–2007)
3. João "Pepe" Santana (2007–2012)
4. Domingos Jeremias (2012–2015)
5. Hugo Figueira (2015–2021)
6. Daniel Silva (2021–presente)

Júlio Lopes Suzano foi eleito Cabo em 2015, mas veio a ser demitido antes de tomar posse, sendo eleito para o substituir Domingos Jeremias.